# Référentiel Sandre
 (novembre 2017).
Si vous disposez d'ouvrages ou d'articles de référence ou si vous connaissez des sites web de qualité traitant du thème abordé ici, merci de compléter l'article en donnant les références utiles à sa vérifiabilité et en les liant à la section « Notes et références ».
Pour les articles homonymes, voir Sandre.
Le référentiel Sandre est le langage commun français des données et référentiels sur l’eau pour le Système d'Information sur l'Eau (SIE) du Service d'administration nationale des données et référentiels sur l'eau (SANDRE) conformément au décret no 2009-1543 du 11 décembre 2009. Le Secrétariat Technique SANDRE, assuré par l'Office international de l'eau, anime, élabore et met à disposition ce référentiel. Le SANDRE est piloté par l'Office français de la biodiversité.

## Composition du référentiel
Le Référentiel Sandre se compose d'un ensemble de documents de spécification, de jeux de données de référence et de services diffusés librement à savoir :
- des dictionnaires de données (documents de spécification) :

Recueil de mots ou d'expressions d'une langue, présentés dans un ordre convenu et destinés à apporter une information. Les dictionnaires de données établis par le Service d'administration nationale des données et référentiels sur l'eau (Sandre) sont des documents de spécification qui décrivent et précisent la terminologie et les données disponibles pour un domaine particulier. Ils comportent des entités (ou objets) reliés logiquement avec d'autres (l'objet « station » est par exemple relié à l'objet « point de prélèvement »). Ils servent notamment à concevoir des bases de données. Plusieurs aspects de la donnée y sont traités : sa signification, les règles indispensables à sa rédaction ou à sa codification, la liste des valeurs qu'elle peut prendre, la ou les personnes ou organismes qui ont le droit de la créer, de la consulter, de la modifier ou de la supprimer... Un dictionnaire de données repose sur un ou plusieurs jeux de données de référence et se matérialise par des fichiers aux formats XSD et PDF.
- des scénarios d'échanges (documents de spécification) :

Ensemble d'indications techniques qui permet le dialogue entre des personnes et des systèmes informatiques. Un scénario d'échange établi par le Service d'administration nationale des données et référentiels sur l'eau (Sandre) est un document de spécification qui décrit les modalités d'échanges de données dans un contexte spécifique. Il sert à échanger des données en s'appuyant sur un format. Ce document détaille : la sémantique , le caractère obligatoire et facultatif, la syntaxe, des données échangées et les modalités techniques et organisationnelles de l'échange. Un scénario d'échange repose sur un ou plusieurs dictionnaires de données et se matérialise par des fichiers aux formats XSD et PDF.
- des scénarios de transformation (documents de spécification) :

Ensemble d'indications techniques qui permet de convertir un format informatique dans un autre format spécifique. Un scénario de transformation établi par le Service d'administration nationale des données et référentiels sur l'eau (Sandre) est un document de spécification qui décrit les modalités de conversion des données dans un contexte spécifique. Ce document détaille : la sémantique, le caractère obligatoire et facultatif, la syntaxe, les données et les modalités techniques et organisationnelles de la transformation. Un scénario de transformation repose sur un scénario d'échange et se matérialise par des fichiers aux formats XLT et PDF.
- des scénarios de service web (documents de spécification) :

Ensemble d'indications techniques qui décrit l'interface (questions et les réponses) d'un service web. Un scénario établi par le Service d'administration nationale des données et référentiels sur l'eau (Sandre) est un document de spécification qui décrit les modalités d'échanges de données d'un service web en s'appuyant sur un format. Il sert notamment à exposer des données stockées dans des bases de données par l'Internet. Un scénario technique repose sur un ou plusieurs scénarios d'échange et se matérialise par des fichiers aux formats WSDL et PDF.
- des documents d'administration des référentiels (documents de spécification) :

Ils définissent le périmètre et les règles organisationnelles et techniques des données de référence,
Ensemble d'indications techniques et organisationnelles qui permet d'administrer correctement des données de référence.
- des données de référence (jeux de données de référence) :

Données les plus partagées au sein d'un système d'information (par exemple, les identifiants des différentes entités, qu'il s'agisse de stations de mesure sur les cours d'eau, de points de captage, etc.). Le Service d'administration nationale des données et référentiels sur l'eau (Sandre) diffuse les jeux de données de référence du système d'information sur l'eau (SIE).
- des services d'assistance :

Ensemble de services qui permet d'appuyer à l'utilisation du référentiel Sandre.

### En vidéo
- https://www.youtube.com/watch?v=Xf7cv9ZgyBo%7Ccentré%7Csans_cadre%7C592x592px%7C Qu'est-ce que le Sandre ? [FR] (Tout public).
- https://www.youtube.com/watch?v=9z97TVgwyiA&t=47s%7Ccentré%7Csans_cadre%7C592x592px%7C Qu'est-ce que le Sandre ? [FR] (Public averti).